# Albacete Balompié
Albacete Balompié ist ein Fußballverein aus der Stadt Albacete in der gleichnamigen Provinz in Spanien. Er spielt in der Segunda División, der zweiten Spielklasse in Spanien. Anfang der 1990er Jahre war der Verein ein halbes Jahrzehnt in der Primera División vertreten.

## Geschichte
Der Verein Albacete Balompié wurde am 1. August 1940 gegründet und schaffte schon neun Jahre nach seiner Gründung den kurzfristigen Aufstieg in die Segunda División, bis er für lange Zeit wieder in der Versenkung verschwand.
Erneut von sich reden machte der Verein dann erst in den Jahren zwischen 1989 und 1996. Damals nämlich schaffte man zunächst den direkten Durchmarsch von der dritthöchsten Spielklasse, der Segunda División B, in die Erstklassigkeit der Primera División. Der Zweitligameisterschaft von 1991 folgte ein ebenso bemerkenswerter 7. Rang im Oberhaus des spanischen Fußballs im darauffolgenden Jahr. Der Vater des Erfolges, Trainer Benito Floro, der es verstanden hatte, ein funktionierendes Kollektiv um seinen Star, den Spielmacher José Luis Zalazar, aufzubauen, wurde in der folgenden Saison von keinem geringeren Verein als Real Madrid abgeworben. Seither spielte Alba, wie die treuen Anhänger das Team nennen, nur noch eine untergeordnete Rolle in der Primera División, konnte allerdings noch 4 Jahre lang seine Erstklassigkeit bewahren.
Eine Abwanderungswelle großer Talente, u. a. Fernando Morientes, die noch in der Saison 1994/95 für den knappen Klassenerhalt verantwortlich zeichneten, führte letztendlich aber dazu, dass der Verein 1996 doch wieder den Weg in die Zweitklassigkeit antreten musste. Auch dort erzielte Alba nach dem knapp verpassten direkten Wiederaufstieg 1997 nur noch durchwachsene Resultate, und gerade als man sich mit der Mittelmäßigkeit so langsam abgefunden hatte, gelang dem Team doch noch der erneute Aufstieg im Jahr 2003. Es folgten weitere zwei Jahre in der ersten Liga, bevor der Verein 2005 wieder abstieg. Seither sieht sich Alba in einer Favoritenrolle, der man in der Spielzeit 2005/06 allerdings nicht gerecht werden konnte, als man mit Rang 13 vorliebnehmen musste. Seit dem Abstieg in die dritte Liga nach der Saison 2010/11 hat der Verein mit finanziellen Problemen zu kämpfen. Am 8. Dezember 2011 wurde bekannt, dass Andrés Iniesta, der bis zu seinem 12. Lebensjahr bei Albacete Balompié spielte, 7.000 Aktien im Wert von 420.000 € gekauft habe. Dies macht ihn zum Hauptaktionär. Zudem wird das Trainingsgelände des Klubs nach Iniesta benannt.

## Spieler
Torhüter
Manuel Almunia,
Luis Gabelo Conejo,
José Francisco Molina,
Carlos Roa
Verteidiger
Delfí Geli,
Pablo Ibáñez,
Fernando Navarro,
Aitor Ocio
Mittelfeldspieler
Emmanuel Amuneke,
Nenad Bjelica,
Marco Etcheverry,
Oscar García,
Mark González,
Iván Helguera,
Cătălin Munteanu,
José Luis Zalazar,
Andrés Iniesta
Angreifer
Fernando Morientes,
Ismael Urzaiz,
Javi Guerrero,
Antonio Pinilla,
Antonio Pacheco,
Diego Costa

## Trainer
- Benito Floro (1989–1992)
- Víctor Espárrago (1992–1994)
- Benito Floro (1994–1996)
- Iñaki Sáez (1996)
- Mariano García Remón (1996–1997)

## Frauenfußball
Albacete Balompié betreibt seit 2000 eine Frauenfußballabteilung, die von 2014/15 bis 2018/19 in der Primera División spielte.